# Lance de Lugal
La lance de Lugal est une lance de cuivre datant de 2600 av. J.-C. à l'époque de la civilisation sumérienne, au sud de la Mésopotamie. Cette pièce unique appartient à la période des dynasties archaïques, période archéologique qui s'étend de 3000 à 2334 av. J.-C.

## Historique
Cette lance provenant d'un sanctuaire de l'antique Girsu (aujourd'hui en Irak, près de l'actuelle Tel Telloh dans la province de Dhi Qar), à vingt-cinq kilomètres au nord-est de Lagash, est un objet votif offert à un souverain de Kish. Une figure de lion est gravée sur la face de la pointe, ainsi qu'une inscription partiellement effacée: Lugal...roi de Kish.

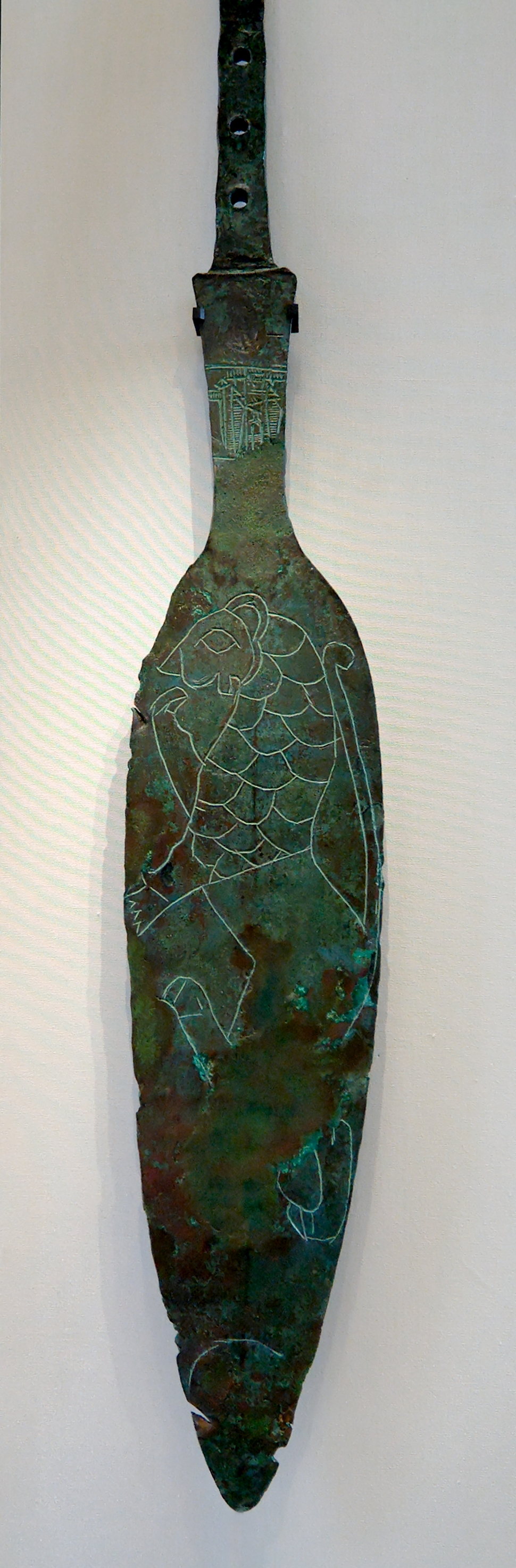
La lance de Lugal, sous éclairage conventionnel.

La lance est conservée au département des Antiquités orientales du musée du Louvre et exposée au rez-de-chaussée de l'aile Richelieu, salle 236.
Elle a été découverte par Ernest de Sarzec dans la seconde moitié du XIXe siècle et donnée au Louvre avec la permission du sultan Abdülhamid. Son numéro d'inventaire est AO 2675.